# Collops
Los collops son lonjas de carne. La derivación del término es incierta. Parece estar relacionado con la palabra sueca kalops, y no a la palabra francesa escalope.
En la época isabelina, "collops" llegó a referirse a rebanadas de panceta. El Lunes Collop, fue tradicionalmente el último día para cocinar y comer carne antes de la Cuaresma, cuando ese fue un período de ayuno de la carne.